# ヤシン・ベンジア
ヤシン・ベンジア（アラビア語: ياسين بنزية, 英語: Yassine Benzia, 1994年9月8日 - ）は、フランス・セーヌ＝マリティーム県サン＝オバン＝レ＝エルブーフ出身のサッカー選手。カラバフFK所属。ポジションはミッドフィールダー、フォワード。
アルジェリア系フランス人である。17歳以下のオリンピック・リヨンユースで36得点というクラブレコードを保持している。

## 経歴

### クラブ
6歳の時に地元のサン＝オバンFCでサッカーを始め、その後USクヴィイーなどで指導を受ける。2010年の7月1日にオリンピック・リヨンユースに加入する。リヨンのスカウト責任者であるジェラール・ボノーが頭の良さ、動き、ボールの貰い方、シュートに惚れ獲得した。
2011 FIFA U-17ワールドカップへの参加後、2011年10月27日に3年間のプロ契約を結んだ。レミ・ガルド監督の下、2012年5月20日のOGCニース戦で交代出場しリーグ・アンデビューを飾った。
2015年8月31日、リールに4年契約で移籍した。
2023年1月27日、カラバフFKに2025年6月までの契約で加入した。

### 代表
世代別代表ではフランス代表として出場していたが、A代表ではアルジェリア代表を選択。2016年3月24日のアフリカネイションズカップ予選、エチオピア戦でアルジェリア代表デビューすると、2試合目の出場となった同年6月2日の同予選、セーシェル戦で代表初得点を挙げた。

## 所属クラブ
- オリンピック・リヨン 2011-2015
- リール 2015-2020
  -  フェネルバフチェSK 2018-2019 (loan)
  -  オリンピアコスFC 2019-2020 (loan)
- ディジョンFCO 2020-